# Ruginoasa (gmina w okręgu Neamț)
Ruginoasa – gmina w Rumunii, w okręgu Neamț. Obejmuje miejscowości Bozienii de Sus i Ruginoasa. W 2011 roku liczyła 1782 mieszkańców.